# مرز جنگل و شهر
مرز جنگل و شهر (WUI) منطقه‌ای گذار بین طبیعت وحشی (زمین خالی) و توسعه سرزمین توسط فعالیت‌های انسانی است - منطقه‌ای که در آن یک محیط انسان‌ساخت با یک محیط زیست تلاقی می‌کند یا با آن در هم می‌آمیزد. سکونتگاه‌های انسانی در WUI در معرض خطر بیشتری از آتش‌سوزی‌های فاجعه‌بار جنگلی هستند.

## تعاریف

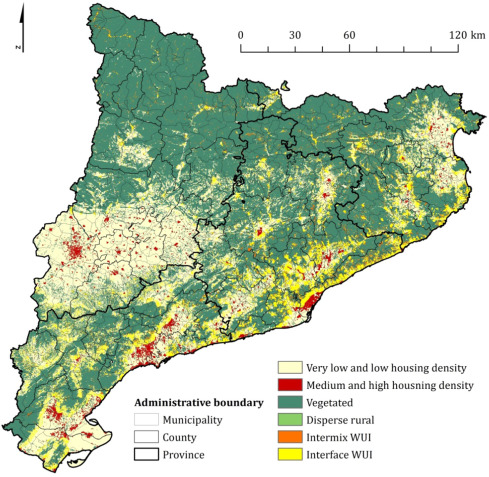
نقشه فصل مشترک مناطق وحشی-شهری در کاتالونیا با نمایش مناطق اختلاط و فصل مشترک

در ایالات متحده، فصل مشترک مناطق وحشی-شهری (WUI) دو تعریف دارد. سازمان جنگل‌داری ایالات متحده آمریکا، سطح مشترک مناطق وحشی-شهری را از نظر کیفی به عنوان مکانی تعریف می‌کند که در آن «انسان‌ها و توسعه آنها با سوخت مناطق وحشی تلاقی می‌کنند یا با آن در هم می‌آمیزند.» جوامعی که در فاصله ۰٫۵ مایل (۰٫۸۰ کیلومتر) قرار دارند از منطقه گنجانده شده است. یک تعریف کمی توسط فدرال رجیستر ارائه شده است که مناطق دارای WUI را مناطقی تعریف می‌کند که حداقل یک واحد مسکونی در هر ۴۰ جریب فرنگی (۱۶ هکتار).
تعریف ثبت فدرال، WUI را بر اساس تراکم پوشش گیاهی به دو دسته تقسیم می‌کند:
ناحیه درهم‌آمیخته: به سرزمین‌هایی گفته می‌شود که در آن‌ها دست‌کم یک واحد مسکونی در هر ۴۰ جریب (تقریباً ۱۶ هکتار) وجود دارد و پوشش گیاهی بیش از ۵۰٪ از سطح زمین را فرا گرفته است. اگر پوشش گیاهی بیش از ۷۵٪ از سطح زمین (دست‌کم ۵ کیلومتر مربع) را شامل شود، این ناحیه به‌عنوان یک ناحیه درهم‌آمیخته با پوشش گیاهی متراکم شناخته می‌شود.
ناحیه مرزی مجاور: به سرزمین‌هایی اطلاق می‌شود که در آن‌ها حداقل یک واحد مسکونی در هر ۴۰ جریب (حدود ۱۶ هکتار) وجود دارد، اما پوشش گیاهی کمتر از ۵۰٪ از سطح زمین را در بر می‌گیرد (دست‌کم ۲٫۴ کیلومتر مربع).

## رشد
توسعه انسانی به‌طور فزاینده‌ای به مرز بین مناطق وحشی و شهری نفوذ کرده است.

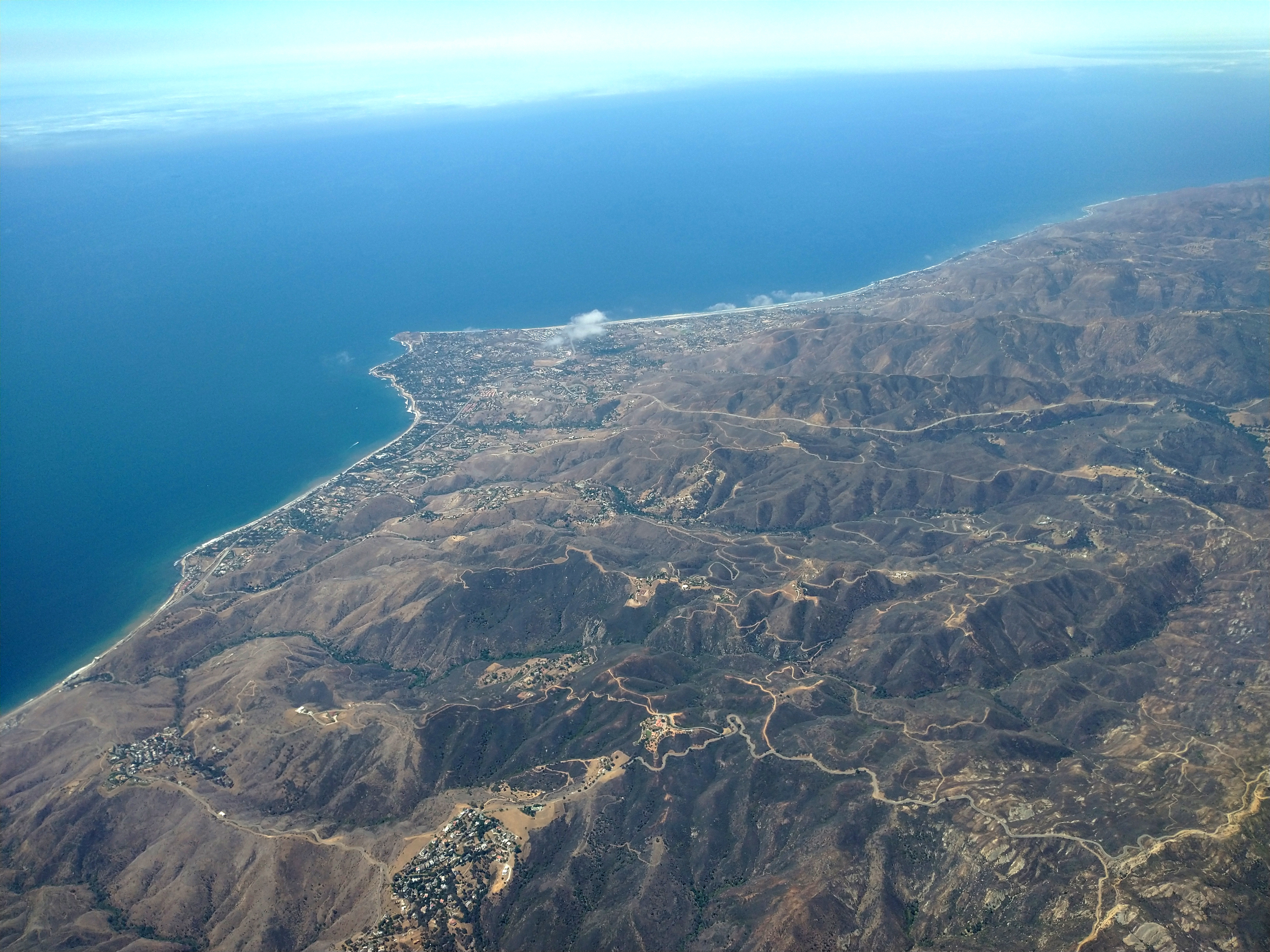
نمای هوایی مالیبو، کالیفرنیا در ژوئیه ۲۰۲۱ که توسعه مسکونی در اعماق کوهستان را نشان می‌دهد. به مناطق سوخته قبلی (مناطق تیره‌تر) در کوه‌ها توجه کنید.

### تغییرات جمعیتی
بین سال‌های ۱۹۹۰ تا ۲۰۱۰، ناحیه مرزی جنگل و شهر سریع‌ترین نرخ رشد را در میان انواع کاربری زمین در ایالات متحده داشت. عواملی مانند جابجایی‌های جغرافیایی جمعیت، گسترش شهرها و حومه‌ها به سوی نواحی طبیعی، و رشد پوشش گیاهی در زمین‌هایی که پیش‌تر بدون پوشش بودند، در این روند مؤثر بوده‌اند. علت اصلی این رشد، مهاجرت بوده است؛ به‌طوری‌که ۹۷٪ از مناطق جدید WUI حاصل ساخت‌وسازهای مسکونی جدید بوده‌اند. در ایالات متحده، تغییرات جمعیتی به سوی مرز جنگل و شهر در مناطق غربی و جنوبی کشور مشهود است؛ به‌طور میانگین، این مناطق هر دهه حدود ۱۸٪ رشد جمعیتی دارند و بین سال‌های ۱۹۹۰ تا ۲۰۰۰ حدود ۶ میلیون خانه جدید در این نواحی ساخته شد، به‌طوری‌که تا سال ۲۰۱۳، ۳۲٪ از سازه‌های قابل سکونت کشور در مرز جنگل و شهر قرار داشتند. در سطح جهانی نیز گسترش WUI در کشورهایی چون آرژانتین، فرانسه، آفریقای جنوبی، استرالیا و مناطق اطراف دریای مدیترانه دیده می‌شود. در آینده، پیش‌بینی می‌شود رشد مرز جنگل و شهر همچنان ادامه یابد؛ یکی از عوامل این رشد، مهاجرت بازنشستگان نسل «بیبی بومرز» به شهرهای کوچک‌تر با هزینه‌های زندگی پایین‌تر و نزدیک به مناظر طبیعی و منابع تفریحی خواهد بود. همچنین، تغییرات اقلیمی باعث دگرگونی ترکیب جمعیتی، جابجایی گونه‌های جانوری و افزایش تمایل به سکونت در نواحی مرز جنگل و شهر شده است.

### اثرات اکولوژیکی
رشد ساخت‌وساز مسکونی در نواحی مرز جنگل و شهر می‌تواند منجر به تخریب و تکه‌تکه شدن پوشش گیاهی بومی شود. همچنین، ورود گونه‌های غیربومی توسط انسان‌ها از طریق کاشت و طراحی فضای سبز می‌تواند ترکیب گونه‌های جانوری این نواحی را تغییر دهد. علاوه بر این، حیوانات خانگی نیز ممکن است مقادیر قابل توجهی از حیات‌وحش را شکار و نابود کنند، که این امر فشار مضاعفی بر اکوسیستم‌های طبیعی وارد می‌کند.
گسستگی زیستگاه یکی دیگر از تأثیرات رشد مرز جنگل و شهر است که می‌تواند منجر به پیامدهای زیست‌محیطی ناخواسته شود. برای مثال، افزایش قطعه قطعه شدن جنگل‌ها می‌تواند منجر به افزایش شیوع بیماری لایم شود. موش‌های پاسفید، میزبان اصلی بیماری لایم، در زیستگاه‌های پراکنده رشد می‌کنند.
افزایش شهرنشینی تأثیرات متنوعی بر زندگی گیاهان دارد. بسته به تأثیرات موجود، برخی از ویژگی‌های گیاهی مانند چوبی بودن و ارتفاع ممکن است افزایش یابند در حالی که بسیاری از ویژگی‌های دیگر یا پاسخ‌های متفاوتی نشان می‌دهند یا به خوبی مورد مطالعه قرار نگرفته‌اند.
علاوه بر این، ناقلین بیماری در مناطق جدا شده می‌توانند دچار تمایز ژنتیکی شوند و بقای آنها را به‌طور کلی افزایش دهند.
افزایش خطر آتش‌سوزی جنگل، تهدیدی برای حفاظت از مناطق رشد WUI محسوب می‌شود.
تغییرات زیست‌محیطی ناشی از نفوذ انسان و تغییرات اقلیمی اغلب منجر به خشکی بیشتر و مستعد آتش‌سوزی در مناطق تحت تأثیر عوامل انسانی شده است. عواملی شامل رشد پوشش گیاهی ناشی از تغییرات اقلیمی و ورود گیاهان، حشرات و بیماری‌های گیاهی غیربومی می‌شود.
در آمریکای شمالی، شیلی و استرالیا، فراوانی غیرطبیعی آتش‌سوزی‌ها به دلیل وجود علف‌های هرز یکساله منجر به از بین رفتن بوته‌زارهای بومی شده است.